# Gratiola ebracteata
Gratiola ebracteata är en grobladsväxtart som beskrevs av George Bentham och A. Dc.. Enligt Catalogue of Life ingår Gratiola ebracteata i släktet jordgallor och familjen grobladsväxter, men enligt Dyntaxa är tillhörigheten istället släktet jordgallor och familjen grobladsväxter. Arten förekommer tillfälligt i Sverige, men reproducerar sig inte. Inga underarter finns listade i Catalogue of Life.